# Becherée
Becherée war ein französisches Flächenmaß. Anwendung fand es in der Region um Lyon.
- 1 Becherée = 381 ½ Quadrat-Klafter (Wiener) = 0,2389 Joch (österr.)[1] ~ ¼ Joch (österr.)
- 1 Bicherée/Bichetée = 196 Toise carrée (1 = 6,599 m2) = 1764 pas carrée (1 = 0,733 m2) = 1293,4 Quadratmeter[2]